# Informatica medica
L'informatica medica è una branca dell'informatica che ne utilizza la teoria e le tecnologie nello specifico campo applicativo della medicina, in modalità altamente interdisciplinare.

## Temi trattati
L'informatica medica si occupa di:

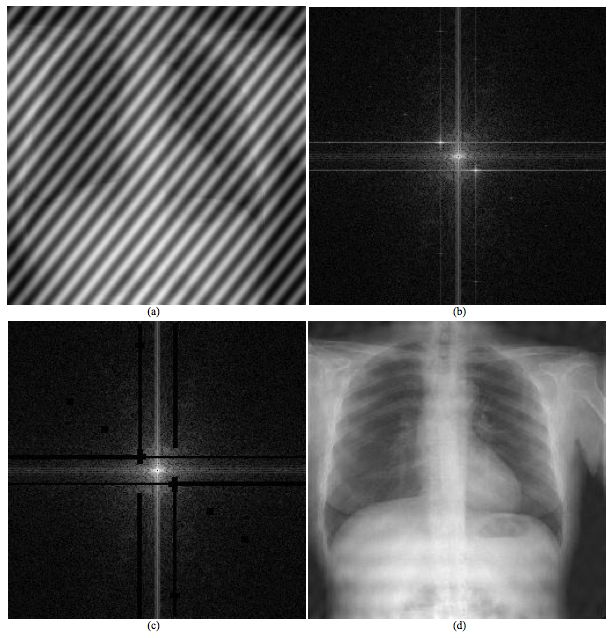
Un esempio di come la trasformazione di Fourier 2D può essere utilizzata per rimuovere informazioni indesiderate da una scansione a raggi X.

- metodi ed architetture per i sistemi informativi sanitari, con particolare attenzione alla cartella clinica elettronica;
- ragionamento clinico dal punto di vista metodologico, e sistemi di supporto alla decisione in ambito clinico;
- sistemi terminologici e classificazioni (come la Classificazione ICD);
- sistemi basati sui protocolli;
- elaborazione ed analisi di biosegnali e bioimmagini;
- utilizzo del Web per la Sanità pubblica (per esempio, qualità delle informazioni mediche su Web).

Tradizionalmente si riconducono all'informatica medica anche le problematiche proprie della telemedicina, includendo anche le questioni relative agli standard di comunicazione (per esempio DICOM ed HL7).

## Flussi Informativi
L'obiettivo principale dell'informatica medica è la gestione informatica dei flussi informativi e operativi che vengono prodotti nelle attività di tipo sanitario. Tali flussi sono schematizzabili in: raccolta, elaborazione, comunicazione, documentazione, pianificazione, divulgazione e gestione della qualità.
Nell'ambito della prestazione del servizio sanitario, le operazioni sono invece schematizzabili come appartenenti ad una delle seguenti categorie: registrazione dell'utente (check in), prenotazione, visita (clinical encounter), informazione al paziente, fatturazione e dimissione (check out).

### Strumenti per supportare i professionisti
Gli informatici clinici utilizzano la loro conoscenza della cura del paziente combinata con la loro comprensione dei concetti, dei metodi e degli strumenti informatici sanitari per:
- valutare i bisogni informativi e conoscitivi degli operatori sanitari, dei pazienti e delle loro famiglie.
- caratterizzare, valutare e perfezionare i processi clinici.
- sviluppare, implementare e perfezionare sistemi di supporto alle decisioni cliniche.
- guidare o partecipare all'approvvigionamento, personalizzazione, sviluppo, implementazione, gestione, valutazione e miglioramento continuo dei sistemi informativi clinici.

I medici collaborano con altri professionisti della sanità e della tecnologia dell'informazione per sviluppare strumenti informatici sanitari che promuovano un'assistenza al paziente sicura, efficiente, efficace, tempestiva, centrata sul paziente ed equa. Molti informatici clinici sono anche informatici.
Le esperienze di frustrazione di molti professionisti sono descritte in "Perché i dottori odiano i loro computer" (Why Doctors Hate Their Computers).

### Telesalute e telemedicina
Telesalute è la distribuzione di servizi e informazioni relativi alla salute attraverso le tecnologie dell'informazione elettronica e delle telecomunicazioni. Consente il contatto a distanza del paziente e del medico, l'assistenza, la consulenza, i promemoria, l'istruzione, l'intervento, il monitoraggio e i ricoveri remoti. La telemedicina è talvolta usata come sinonimo o in un senso più limitato per descrivere servizi clinici a distanza, come la diagnosi e il monitoraggio. Il monitoraggio remoto, noto anche come automonitoraggio o test, consente ai professionisti medici di monitorare un paziente a distanza utilizzando vari dispositivi tecnologici. Questo metodo viene utilizzato principalmente per la gestione di malattie croniche o condizioni specifiche, come malattie cardiache, diabete mellito o asma. Questi servizi possono fornire risultati di salute comparabili ai tradizionali incontri di persona con i pazienti e fornire maggiore soddisfazione ai pazienti. La teleriabilitazione è l'erogazione di servizi di riabilitazione tramite reti di telecomunicazione e Internet. La maggior parte dei servizi rientra in due categorie: valutazione clinica (le capacità funzionali del paziente nel suo ambiente) e terapia clinica. Alcuni campi della pratica riabilitativa che hanno esplorato la teleriabilitazione sono: neuropsicologia, patologia del linguaggio, audiologia, terapia occupazionale e terapia fisica. La teleriabilitazione può fornire terapia a persone che non possono recarsi in una clinica perché il paziente ha una disabilità o a causa del tempo di viaggio. La teleriabilitazione consente inoltre agli esperti in riabilitazione di svolgere un consulto clinico a distanza.

### Supporto decisionale, intelligenza artificiale e apprendimento automatico in ambito sanitario
Un pioniere nell'uso dell'intelligenza artificiale nel settore sanitario è stato l'informatico biomedico americano Edward H. Shortliffe. Questo campo si occupa dell'utilizzo di algoritmi di apprendimento automatico e intelligenza artificiale, per emulare la cognizione umana nell'analisi, interpretazione e comprensione di complicati dati medici e sanitari. Nello specifico, l'intelligenza artificiale è la capacità degli algoritmi informatici di approssimare conclusioni basate esclusivamente su dati di input. I programmi di intelligenza artificiale vengono applicati a pratiche come processi di diagnosi, sviluppo di protocolli di trattamento, sviluppo di farmaci, medicina personalizzata e monitoraggio e cura del paziente. Gran parte del focus del settore sull'implementazione dell'IA nel settore sanitario è nei sistemi di supporto alle decisioni cliniche. Man mano che vengono raccolti più dati, gli algoritmi di apprendimento automatico si adattano e consentono risposte e soluzioni più solide. Numerose aziende stanno esplorando le possibilità dell'incorporazione dei big data nel settore sanitario. Molte aziende indagano sulle opportunità di mercato attraverso i regni delle "tecnologie di valutazione, archiviazione, gestione e analisi dei dati", che sono tutte parti cruciali del settore sanitario. I seguenti sono esempi di grandi aziende che hanno contribuito agli algoritmi di intelligenza artificiale per l'uso nel settore sanitario:
- Watson Oncology di IBM è in fase di sviluppo presso il Memorial Sloan Kettering Cancer Center[17] e la Cleveland Clinic. IBM sta inoltre collaborando con CVS Health sulle applicazioni dell'IA nel trattamento delle malattie croniche e con Johnson & Johnson sull'analisi di articoli scientifici per trovare nuove connessioni per lo sviluppo di farmaci. Nel maggio 2017, IBM e Rensselaer Polytechnic Institute hanno avviato un progetto congiunto intitolato Health Empowerment by Analytics[18], Learning and Semantics (HEALS), per esplorare l'utilizzo della tecnologia AI per migliorare l'assistenza sanitaria.
- Il progetto Hanover di Microsoft[19], in collaborazione con il Knight Cancer Institute dell'Oregon Health & Science University, analizza la ricerca medica per prevedere le opzioni di trattamento farmacologico più efficaci per i pazienti. Altri progetti includono l'analisi delle immagini mediche della progressione del tumore e lo sviluppo di cellule programmabili.
- La piattaforma DeepMind di Google viene utilizzata dal servizio sanitario nazionale del Regno Unito per rilevare determinati rischi per la salute attraverso i dati raccolti tramite un'app mobile. Un secondo progetto con il NHS prevede l'analisi delle immagini mediche raccolte dai pazienti del NHS per sviluppare algoritmi di visione artificiale per rilevare i tessuti cancerosi.
- Tencent sta lavorando a diversi sistemi e servizi medici. Questi includono AI Medical Innovation System (AIMIS)[20], un servizio di imaging medico diagnostico basato sull'intelligenza artificiale, WeChat Intelligent Healthcare[21] e Tencent Doctorwork[22].
- Il ramo di capitale di rischio di Intel, Intel Capital, ha investito nella startup Lumiata[23], che utilizza l'intelligenza artificiale per identificare i pazienti a rischio e sviluppare opzioni di assistenza.
- Kheiron Medical ha sviluppato un software di deep learning per rilevare i tumori al seno nelle mammografie[24].
- Fractal Analytics ha incubato Qure.ai[25] che si concentra sull'utilizzo del deep learning e dell'intelligenza artificiale per migliorare la radiologia e accelerare l'analisi delle radiografie diagnostiche.
- Neuralink ha messo a punto una neuroprotesi di nuova generazione che si interfaccia in modo complesso con migliaia di percorsi neurali nel cervello. Il loro processo consente di inserire un chip, all'incirca delle dimensioni di un quarto, al posto di un pezzo di cranio da un robot chirurgico di precisione per evitare lesioni accidentali[15].

App di consulenza digitale come GP at Hand di Babylon Health, Ada Health, AliHealth Doctor You, KareXpert e Your.MD utilizzano l'intelligenza artificiale per fornire consulenze mediche basate sulla storia medica personale e sulle conoscenze mediche comuni. Gli utenti segnalano i loro sintomi nell'app, che utilizza il riconoscimento vocale per confrontarli con un database di malattie. Babylon offre quindi un'azione consigliata, tenendo conto della storia medica dell'utente. Gli imprenditori nel settore sanitario hanno utilizzato efficacemente sette archetipi di modelli di business per adottare la soluzione AI al mercato. Questi archetipi dipendono dal valore generato per l'utente target e dai meccanismi di acquisizione del valore (ad es. fornire informazioni o collegare le parti interessate). IFlytek ha lanciato un robot di servizio "Xiao Man", che ha integrato la tecnologia dell'intelligenza artificiale per identificare il cliente registrato e fornire consigli personalizzati nelle aree mediche. Funziona anche nel campo dell'imaging medico. Robot simili vengono realizzati anche da aziende come UBTECH ("Cruzr") e Softbank Robotics ("Pepper"). Con il mercato dell'IA in continua espansione, le grandi aziende tecnologiche come Apple, Google, Amazon e Baidu hanno tutte le proprie divisioni di ricerca sull'IA, oltre a milioni di dollari stanziati per l'acquisizione di piccole società basate sull'IA. Molte case automobilistiche stanno iniziando a utilizzare l'assistenza sanitaria basata sull'apprendimento automatico anche nelle loro auto. Aziende come BMW, GE, Tesla, Toyota e Volvo hanno tutte nuove campagne di ricerca per trovare modi per apprendere le statistiche vitali di un guidatore per assicurarsi che siano svegli, prestando attenzione alla strada e non sotto l'influenza di sostanze o nel disagio emotivo. Esempi di progetti in informatica sanitaria computazionale includono il progetto COACH.

### L'informatica nella ricerca clinica
L'informatica della ricerca clinica (Clinical research informatics - CRI) è un sottocampo dell'informatica sanitaria che cerca di migliorare l'efficienza della ricerca clinica utilizzando metodi informatici. Alcuni dei problemi affrontati da CRI sono: la creazione di data warehouse di dati sanitari utilizzabili per la ricerca, il supporto della raccolta dati negli studi clinici mediante l'uso di sistemi di acquisizione elettronica dei dati, l'ottimizzazione delle approvazioni etiche e dei rinnovi (negli Stati Uniti il responsabile è il comitato istituzionale locale di revisione), mantenimento di archivi di dati di sperimentazioni cliniche passate (anonimizzati). CRI è una branca abbastanza nuova dell'informatica e ha incontrato difficoltà crescenti come fa qualsiasi campo emergente. Alcuni problemi che la CRI deve affrontare sono la capacità degli statistici e degli architetti dei sistemi informatici di lavorare con il personale di ricerca clinica nella progettazione di un sistema e la mancanza di fondi per supportare lo sviluppo di un nuovo sistema. I ricercatori e il team informatico hanno difficoltà a coordinare piani e idee al fine di progettare un sistema che sia facile da usare per il team di ricerca ma che si adatti ai requisiti di sistema del team informatico. La mancanza di fondi può essere un ostacolo allo sviluppo della CRI. Molte organizzazioni che svolgono ricerche stanno lottando per ottenere un sostegno finanziario per condurre la ricerca, tanto meno investire quei soldi in un sistema informatico che non fornirà loro più reddito né migliorerà i risultati della ricerca (Embi, 2009). Capacità di integrare i dati da piùle sperimentazioni cliniche sono una parte importante dell'informatica della ricerca clinica. Iniziative come PhenX e Patient-Reported Outcomes Measurement Information System hanno innescato uno sforzo generale per migliorare l'uso secondario dei dati raccolti in precedenti studi clinici sull'uomo. Le iniziative del CDE, ad esempio, cercano di consentire ai progettisti di sperimentazioni cliniche di adottare strumenti di ricerca standardizzati (moduli elettronici di case report). Uno sforzo parallelo per standardizzare il modo in cui i dati vengono raccolti sono iniziative che offrono dati di studi clinici a livello di paziente anonimizzati da scaricare dai ricercatori che desiderano riutilizzare questi dati. Esempi di tali piattaforme sono Project Data Sphere, dbGaP, ImmPort o Clinical Study Data Request. I problemi informatici nei formati di dati per la condivisione dei risultati (file CSV semplici, formati approvati dalla FDA, come il modello di tabulazione dei dati dello studio CDISC) sono sfide importanti nel campo dell'informatica della ricerca clinica. Ci sono una serie di attività all'interno della ricerca clinica che CRI supporta, tra cui:
- raccolta e acquisizione dati più efficienti ed efficaci
- miglioramento del reclutamento negli studi clinici
- progettazione ottimale del protocollo e gestione efficiente
- reclutamento e gestione dei pazienti
- segnalazione di eventi avversi
- conformità normativa
- memorizzazione, trasferimento, elaborazione e analisi dei dati[35]
- repository di dati da studi clinici completati (per analisi secondarie)Esempio di schema IDR

Uno degli elementi fondamentali della ricerca biomedica e della traduzione è l'uso di archivi di dati integrati. Un sondaggio condotto nel 2010 ha definito "repository integrato di dati" (IDR) come un data warehouse che incorpora varie fonti di dati clinici per supportare le query per una serie di funzioni simili alla ricerca. Gli archivi di dati integrati sono sistemi complessi sviluppati per risolvere una varietà di problemi che vanno dalla gestione dell'identità, alla protezione della riservatezza, alla comparabilità semantica e sintattica di dati provenienti da fonti diverse e, soprattutto, a interrogazioni convenienti e flessibili. Lo sviluppo del campo dell'informatica clinica ha portato alla creazione di grandi insiemi di dati con cartella clinica elettronica e dati integrati con altri dati (come i dati genomici). I tipi di repository di dati includono archivi di dati operativi (operational data stores - ODS), data warehouse clinici (clinical data warehouses- CDW), data mart clinici e registri clinici. Archivi di dati operativi istituiti per l'estrazione, il trasferimento e il caricamento prima della creazione di magazzini o data mart. Gli archivi dei registri clinici esistono da tempo, ma i loro contenuti sono specifici per malattia e talvolta considerati arcaici. Gli archivi di dati clinici e i data warehouse clinici sono considerati veloci e affidabili. Sebbene questi grandi archivi integrati abbiano avuto un impatto significativo sulla ricerca clinica, essa deve ancora affrontare sfide e barriere. Un grosso problema è il requisito dell'approvazione etica da parte del comitato di revisione istituzionale (IRB) per ogni analisi di ricerca destinata alla pubblicazione. Alcune risorse di ricerca non richiedono l'approvazione dell'IRB. Ad esempio, i CDW con dati di pazienti deceduti sono stati anonimizzati e per il loro utilizzo non è richiesta l'approvazione dell'IRB. Un'altra sfida è la qualità dei dati. I metodi che si adattano ai bias (come l'utilizzo di metodi di corrispondenza del punteggio di propensione) presuppongono l'acquisizione di un record sanitario completo. Gli strumenti che esaminano la qualità dei dati (ad esempio, puntano a dati mancanti) aiutano a scoprire i problemi di qualità dei dati.

### Bioinformatica traslazionale
La bioinformatica traslazionale (TBI) è un campo relativamente nuovo che è emerso nell'anno 2000 quando è stata rilasciata la sequenza del genoma umano. La definizione comunemente usata di bioinformatica traslazionale è lunga e può essere trovata sul sito web dell'AMIA. In termini più semplici, la bioinformatica traslazionale potrebbe essere definita come una raccolta di quantità colossali di dati relativi alla salute (biomedici e genomici) e la traduzione dei dati in entità cliniche personalizzate. Oggi, il campo TBI è classificato in quattro temi principali che sono brevemente descritti di seguito:
- I big data clinici[45] sono una raccolta di cartelle cliniche elettroniche utilizzate per le innovazioni. Si suggerisce di fondere l'approccio basato sull'evidenza attualmente praticato in medicina con la medicina basata sulla pratica per ottenere risultati migliori per i pazienti. La combinazione di profili simili può servire come base per la medicina personalizzata, indicando cosa funziona e cosa no per determinate condizioni (Marr, 2016).
- La genomica nella cura clinica. Dati genomici sono usati per identificare il coinvolgimento dei geni in condizioni/sindromi sconosciute o rare. L'area più vigorosa di utilizzo della genomica è l'oncologia. L'identificazione del sequenziamento genomico del cancro può definire le ragioni della sensibilità e della resistenza del farmaco durante i processi di trattamento oncologico[43].
- Omics per la scoperta e il riutilizzo di farmaci. Il riutilizzo del farmaco è un'idea che consente alle aziende farmaceutiche di vendere un farmaco già approvato per trattare una condizione/malattia diversa per la quale il farmaco non era stato inizialmente approvato dalla FDA. L'osservazione delle "firme molecolari nella malattia e il confronto di quelle con le firme osservate nelle cellule" indica la possibilità della capacità di un farmaco di curare e/o alleviare i sintomi di una malattia[43].
- Test genomici personalizzati negli Stati Uniti. Diverse aziende offrono test genetici diretti al consumatore (direct-to-consumer - DTC). La società che esegue la maggior parte dei test si chiama 23andMe. L'utilizzo dei test genetici nell'assistenza sanitaria solleva molte preoccupazioni etiche, legali e sociali; una delle domande principali è se gli operatori sanitari sono pronti a includere le informazioni genomiche fornite dai pazienti fornendo cure imparziali e di alta qualità. Gli esempi documentati di incorporazione di tali informazioni in una fornitura di assistenza sanitaria hanno mostrato impatti sia positivi che negativi sui risultati complessivi relativi all'assistenza sanitaria[43].

### Elaborazione del segnale medico
Un'importante applicazione dell'ingegneria dell'informazione in medicina è l'elaborazione dei segnali medici. Si riferisce alla generazione, all'analisi e all'uso di segnali, che potrebbero assumere molte forme come immagine, suono, elettrica o biologica.

### Calcolo delle immagini mediche e informatica delle immagini
L'informatica per immagini e l'elaborazione di immagini mediche (Medical image computing - MIC) sviluppa metodi computazionali e matematici per la risoluzione di problemi relativi alle immagini mediche e al loro utilizzo per la ricerca biomedica e l'assistenza clinica. Questi campi mirano a estrarre informazioni o conoscenze clinicamente rilevanti dalle immagini mediche e dall'analisi computazionale delle immagini. I metodi possono essere raggruppati in diverse grandi categorie: segmentazione dell'immagine, registrazione dell'immagine, modellazione fisiologica basata sull'immagine e altri.

### Robotica medica
Un robot medico è un robot utilizzato nelle scienze mediche. Includono robot chirurgici. Questi sono nella maggior parte dei telemanipolatori, che utilizzano gli attivatori del chirurgo su un lato per controllare l'effettore sull'altro lato. Esistono i seguenti tipi di robot medici:

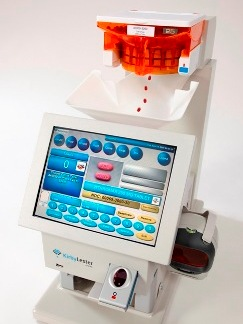
Contatore di modelli interfacciato al computer. Esempio di automazione farmaceutica.

- Robot chirurgici: consentono di eseguire operazioni chirurgiche con una precisione migliore rispetto a un chirurgo umano senza aiuto o consentono interventi chirurgici a distanza in cui un chirurgo umano non è fisicamente presente con il paziente.
- Robot di riabilitazione: facilitano e supportano la vita di persone inferme, anziane o con disfunzioni di parti del corpo che influenzano il movimento. Questi robot sono utilizzati anche per la riabilitazione e le procedure correlate, come l'allenamento e la terapia[48].
- Biorobot: un gruppo di robot progettato per imitare la cognizione di esseri umani e animali[49].
- Robot di telepresenza: consentono ai professionisti medici fuori sede di muoversi, guardarsi intorno, comunicare e partecipare da postazioni remote[50].
- Automazione farmaceutica: sistemi robotici per l'erogazione di solidi orali in un ambiente di farmacia al dettaglio o per la preparazione di additivi IV sterili in un ambiente di farmacia ospedaliera[51].
- Companion robot: ha la capacità di interagire emotivamente con gli utenti tenendo loro compagnia e avvisando se c'è un problema con la loro salute.
- Robot di disinfezione: ha la capacità di disinfettare un'intera stanza in pochi minuti, generalmente utilizzando luce ultravioletta pulsata[52][53]. Sono usati per combattere la malattia del virus Ebola[54].

## Storia internazionale
L'uso mondiale della tecnologia informatica in medicina è iniziato nei primi anni '50 con l'ascesa dei computer. Nel 1949 Gustav Wagner fondò la prima organizzazione professionale per l'informatica in Germania. La preistoria, la storia e il futuro dell'informazione medica e della tecnologia dell'informazione sanitaria sono discussi in riferimento. Dipartimenti universitari specializzati e programmi di formazione informatica iniziarono negli anni '60 in Francia, Germania, Belgio e Paesi Bassi. Le unità di ricerca di informatica medica iniziarono ad apparire negli anni '70 in Polonia e negli Stati Uniti. Da allora lo sviluppo di ricerca, istruzione e infrastrutture di informatica sanitaria di alta qualità è stato un obiettivo degli Stati Uniti e dell'Unione Europea.
Dagli anni '70 l'ente di coordinamento internazionale più importante è stata l'International Medical Informatics Association (IMIA).

## Storia, stato attuale e iniziative politiche per regione e paese

### Americhe

#### Brasile
Le prime applicazioni dei computer alla medicina e all'assistenza sanitaria in Brasile sono iniziate intorno al 1968, con l'installazione dei primi mainframe negli ospedali universitari pubblici e l'utilizzo di calcolatori programmabili nelle applicazioni di ricerca scientifica. Minicomputer, come l'IBM 1130, sono stati installati in diverse università e per loro sono state sviluppate le prime applicazioni, come il censimento ospedaliero nella Facoltà di Medicina di Ribeirão Preto e i file anagrafici dei pazienti, nell'Hospital das Clínicas da Universidade de São Paulo, rispettivamente presso i campus delle città di Ribeirão Preto e São Paulo dell'Università di São Paulo. Negli anni '70, diversi minicomputer della Digital Corporation e della Hewlett Packard sono stati acquisiti per gli ospedali pubblici e delle forze armate e utilizzati più intensamente per le unità di terapia intensiva, la diagnostica cardiologica, il monitoraggio dei pazienti e altre applicazioni. All'inizio degli anni '80, con l'arrivo di microcomputer più economici, seguì una grande ondata di applicazioni informatiche in ambito sanitario e nel 1986 fu fondata la Società brasiliana di informatica sanitaria (Brazilian Society of Health Informatics), si tenne il primo Congresso brasiliano di informatica sanitaria e il primo Giornale brasiliano di Informatica Sanitaria era pubblicato. In Brasile, due università sono pioniere nell'insegnamento e nella ricerca in informatica medica, sia l'Università di San Paolo che l'Università Federale di San Paolo offrono corsi di laurea altamente qualificati nell'area, nonché ampi programmi di laurea (MSc e PhD). Nel 2015 anche l'Universidade Federal de Ciências da Saúde de Porto Alegre, nello Stato di Rio Grande do Sul, ha iniziato a offrire programmi universitari.

#### Canada
I progetti di informatica sanitaria in Canada vengono implementati a livello provinciale, con diverse province che creano sistemi diversi. Nel 2001 è stata creata un'organizzazione nazionale senza scopo di lucro finanziata dal governo federale chiamata Canada Health Infoway per promuovere lo sviluppo e l'adozione di cartelle cliniche elettroniche in tutto il Canada. Al 31 dicembre 2008, c'erano 276 progetti EHR in corso in ospedali canadesi, altre strutture sanitarie, farmacie e laboratori, con un valore di investimento di 1,5 miliardi di dollari da Canada Health Infoway.
I programmi provinciali e territoriali includono quanto segue:
- eHealth Ontario è stata creata come agenzia del governo provinciale dell'Ontario nel settembre 2008. È stata afflitta da ritardi e il suo CEO è stato licenziato per uno scandalo di contratti multimilionari nel 2009[63].
- Alberta Netcare è stata creata nel 2003 dal governo dell'Alberta. Il portale netCARE è utilizzato quotidianamente da migliaia di medici. Fornisce accesso a dati demografici, farmaci prescritti/dispensati, allergie/intolleranze note, vaccinazioni, risultati di test di laboratorio, referti di diagnostica per immagini, registro del diabete e altri referti medici. Le funzionalità dell'interfaccia netCARE vengono incluse nei prodotti di cartelle cliniche elettroniche finanziati dal governo provinciale[64].

#### Stati Uniti
Anche se l'idea di utilizzare i computer in medicina è emersa con l'avanzare della tecnologia all'inizio del XX secolo, è stato solo negli anni '50 che l'informatica ha iniziato ad avere effetto negli Stati Uniti.
Il primo utilizzo di computer digitali elettronici per la medicina fu per progetti dentali negli anni '50 presso il National Bureau of Standards degli Stati Uniti da parte di Robert Ledley. Durante la metà degli anni '50, l'Aeronautica degli Stati Uniti (USAF) realizzò diversi progetti medici sui suoi computer incoraggiando anche agenzie civili come la National Academy of Sciences - National Research Council (NAS-NRC) e il National Institutes of Health (NIH) per sponsorizzare tale lavoro. Nel 1959, Ledley e Lee B. Lusted pubblicarono "Reasoning Foundations of Medical Diagnosis", un articolo molto letto su Science, che ha introdotto le tecniche informatiche (in particolare la ricerca operativa) agli operatori sanitari. L'articolo di Ledley e Lusted è rimasto influente per decenni, specialmente nel campo del processo decisionale medico.
Guidato dall'indagine di Ledley della fine degli anni '50 sull'uso del computer in biologia e medicina (condotta per il NAS-NRC) e dagli articoli suoi e di Lusted, il NIH ha intrapreso il primo grande sforzo per introdurre i computer alla biologia e alla medicina. Questo sforzo, svolto inizialmente dall'Advisory Committee on Computers in Research (ACCR) del NIH, presieduto da Lusted, ha speso oltre 40 milioni di dollari tra il 1960 e il 1964 per fondare dozzine di centri di ricerca biomedica grandi e piccoli negli Stati Uniti.
Uno dei primi usi (1960, non ACCR) dei computer era quello di aiutare a quantificare il normale movimento umano, come precursore della misurazione scientifica delle deviazioni dal normale e della progettazione di protesi. L'uso di computer (IBM 650, 1620 e 7040) ha consentito l'analisi di un campione di grandi dimensioni e di più misurazioni e sottogruppi di quanto fosse stato precedentemente pratico con i calcolatori meccanici, consentendo così una comprensione obiettiva di come la locomozione umana varia a seconda età e caratteristiche corporee. Un coautore dello studio è stato Preside del Marquette University College of Engineering; questo lavoro ha portato a discreti dipartimenti di ingegneria biomedica lì e altrove.
I passi successivi, a metà degli anni '60, furono lo sviluppo (sponsorizzato in gran parte dal NIH) di sistemi esperti come MYCIN e Internist-I. Nel 1965, la National Library of Medicine ha iniziato a utilizzare MEDLINE e MEDLARS. In questo periodo, Neil Pappalardo, Curtis Marble e Robert Greenes svilupparono MUMPS (Massachusetts General Hospital Utility Multi-Programming System) nel Laboratorio di informatica di Octo Barnett presso il Massachusetts General Hospital di Boston, un altro centro di informatica biomedica che ha ricevuto un sostegno significativo dal NIH. Negli anni '70 e '80 era il linguaggio di programmazione più comunemente usato per applicazioni cliniche. Il sistema operativo MUMPS è stato utilizzato per supportare le specifiche del linguaggio MUMPS. A partire dal 2004, un discendente di questo sistema viene utilizzato nel sistema ospedaliero per gli affari dei veterani degli Stati Uniti. Il VA ha il più grande sistema informativo sanitario a livello aziendale che include una cartella clinica elettronica, noto come Veterans Health Information Systems and Technology Architecture (VistA). Un'interfaccia utente grafica nota come Computerized Patient Record System (CPRS), consente agli operatori sanitari di rivedere e aggiornare la cartella clinica elettronica di un paziente presso una qualsiasi delle oltre 1.000 strutture sanitarie del VA.
Durante gli anni '60, Morris Collen, un medico che lavorava per la divisione di ricerca di Kaiser Permanente, sviluppò sistemi computerizzati per automatizzare molti aspetti dei controlli sanitari in più fasi. Questi sistemi sono diventati la base dei database medici più grandi sviluppati da Kaiser Permanente negli anni '70 e '80. Dal 1993 l'American College of Medical Informatics (ACMI) ha conferito annualmente la Morris F. Collen, MD Medal for Outstanding Contributions to the Field of Medical Informatics.
Negli anni '70 un numero crescente di fornitori commerciali iniziò a commercializzare sistemi di gestione delle pratiche e cartelle cliniche elettroniche. Sebbene esistano molti prodotti, solo un piccolo numero di operatori sanitari utilizza sistemi di cartelle cliniche elettroniche con funzionalità complete. Nel 1970, Warner V. Slack, MD, e Howard L. Bleich, MD, hanno co-fondato la divisione accademica di informatica clinica presso il Beth Israel Deaconess Medical Center e la Harvard Medical School. Warner Slack è un pioniere nello sviluppo della storia medica elettronica del paziente, e nel 1977 il Dr. Bleich ha creato il primo motore di ricerca user-friendly per la letteratura biomedica mondiale. Nel 2002, il Dr. Slack e il Dr. Bleich hanno ricevuto il Morris F. Collen Award per i loro contributi pionieristici all'informatica medica.
I sistemi computerizzati coinvolti nella cura del paziente hanno portato a una serie di cambiamenti. Tali cambiamenti hanno portato a miglioramenti nelle cartelle cliniche elettroniche che ora sono in grado di condividere informazioni mediche tra più parti interessate dell'assistenza sanitaria (Zahabi, Kaber e Swangnetr, 2015); in tal modo, supportando il flusso di informazioni sui pazienti attraverso varie modalità di cura. Un'opportunità per utilizzare in modo ancora più efficace le cartelle cliniche elettroniche (EHR) è utilizzare l'elaborazione del linguaggio naturale per la ricerca e l'analisi di note e testo che altrimenti sarebbero inaccessibili per la revisione. Questi possono essere ulteriormente sviluppati attraverso la collaborazione continua tra gli sviluppatori di software e gli utenti finali degli strumenti di elaborazione del linguaggio naturale all'interno delle cartelle cliniche elettroniche per la salute.
L'uso del computer oggi comporta un'ampia capacità che include ma non è limitata alla diagnosi e alla documentazione del medico, alla pianificazione degli appuntamenti del paziente e alla fatturazione. Molti ricercatori del settore hanno identificato un aumento della qualità dei sistemi sanitari, una diminuzione degli errori da parte degli operatori sanitari e, infine, un risparmio di tempo e denaro (Zahabi, Kaber e Swangnetr, 2015). Il sistema, tuttavia, non è perfetto e continuerà a richiedere miglioramenti. I fattori di preoccupazione frequentemente citati riguardano l'usabilità, la sicurezza, l'accessibilità e la facilità d'uso (Zahabi, Kaber e Swangnetr, 2015). Man mano che i leader nel campo dell'informatica medica migliorano i suddetti fattori di preoccupazione, l'offerta complessiva di assistenza sanitaria continuerà a migliorare.
Homer R. Warner, uno dei padri dell'informatica medica, ha fondato il Dipartimento di informatica medica presso l'Università dello Utah nel 1968. L'American Medical Informatics Association (AMIA) ha un premio a lui intitolato sull'applicazione dell'informatica alla medicina.
Sono disponibili certificazioni informatiche per aiutare i professionisti dell'informatica a distinguersi ed essere riconosciuti. L'American Nurses Credentialing Center (ANCC) offre una certificazione di bordo in Nursing Informatics. Per Radiology Informatics, la certificazione CIIP (Certified Imaging Informatics Professional) è stata creata da ABII (The American Board of Imaging Informatics) che è stata fondata da SIIM (the Society for Imaging Informatics in Medicine) e ARRT (The American Registry of Radiologic Technologists) nel 2005. La certificazione CIIP richiede un'esperienza documentata di lavoro in Imaging Informatics, test formali ed è una credenziale a tempo limitato che richiede il rinnovo ogni cinque anni. I test d'esame per una combinazione di conoscenze tecniche IT, comprensione clinica ed esperienza di gestione dei progetti pensati per rappresentare il carico di lavoro tipico di un amministratore PACS o altro ruolo di supporto clinico IT di radiologia. Sono inoltre riconosciute le certificazioni del PARCA (PACS Administrators Registry and Certifications Association). Le cinque certificazioni PARCA vanno dal livello base al livello architetto. L'American Health Information Management Association offre credenziali in codifica medica, analisi e amministrazione dei dati, come Registered Health Information Administrator e Certified Coding Associate. Le certificazioni sono ampiamente richieste dai datori di lavoro nel settore dell'informatica sanitaria e nel complesso la domanda di lavoratori informatici certificati negli Stati Uniti sta superando l'offerta. L'American Health Information Management Association riferisce che solo il 68% dei candidati supera gli esami di certificazione al primo tentativo. Nel 2017, un consorzio di formatori di informatica sanitaria (composto da MEASURE Evaluation, Public Health Foundation India, University of Pretoria, Kenyatta University e University of Ghana) ha identificato le seguenti aree di conoscenza come curriculum per il personale sanitario digitale, in particolare in paesi a basso e medio reddito: supporto alle decisioni cliniche; telemedicina; privacy, sicurezza e riservatezza; miglioramento del processo del flusso di lavoro; tecnologia, persone e processi; ingegneria di processo; miglioramento dei processi di qualità e tecnologia dell'informazione sanitaria; computer hardware; Software; banche dati; archiviazione dati; reti di informazione; sistemi di informazione; scambio di informazioni; analisi dei dati; metodi di usabilità.
Nel 2004, il presidente George W. Bush firmò l'ordine esecutivo 13335, creando l'Ufficio del coordinatore nazionale per la tecnologia dell'informazione sanitaria (Office of the National Coordinator for Health Information Technology - ONCHIT) come divisione del Dipartimento della salute e dei servizi umani (Department of Health and Human Services - HHS) degli Stati Uniti. La missione di questo ufficio è l'adozione diffusa di cartelle cliniche elettroniche interoperabili (EHR) negli Stati Uniti entro 10 anni. Vedere le organizzazioni per il miglioramento della qualità per ulteriori informazioni sulle iniziative federali in questo settore. Nel 2014 il Dipartimento della Pubblica Istruzione ha approvato un programma universitario avanzato di informatica sanitaria che è stato presentato dall'Università del South Alabama. Il programma è progettato per fornire un'istruzione specifica di informatica sanitaria ed è l'unico programma nel paese con un laboratorio di informatica sanitaria. Il programma è ospitato presso la School of Computing di Shelby Hall, una struttura didattica all'avanguardia da 50 milioni di dollari recentemente completata. L'Università del South Alabama ha conferito a David L. Loeser il 10 maggio 2014 la prima laurea in informatica sanitaria. Il programma attualmente è programmato per avere oltre 100 studenti premiati entro il 2016. La Commissione di certificazione per la tecnologia dell'informazione sanitaria (Certification Commission for Healthcare Information Technology - CCHIT), un gruppo privato senza scopo di lucro, è stata finanziata nel 2005 dal Dipartimento della salute e dei servizi umani degli Stati Uniti per sviluppare una serie di standard per cartelle cliniche elettroniche (EHR) e reti di supporto e certifica i fornitori che li soddisfano. Nel luglio 2006, CCHIT ha pubblicato il suo primo elenco di 22 prodotti EHR ambulatoriali certificati, in due diversi annunci. Harvard Medical School ha aggiunto un dipartimento di informatica nel 2015. L'Università di Cincinnati, in collaborazione con il Cincinnati Children's Hospital Medical Center, ha creato un programma di certificazione per laureati in informatica biomedica (BMI) e nel 2015 ha avviato un programma di dottorato di ricerca BMI. Il programma congiunto consente a ricercatori e studenti di osservare l'impatto che il loro lavoro ha sulla cura del paziente direttamente mentre le scoperte vengono trasferite dal banco al letto del paziente. Università della California - San Diego, con il supporto del National Center for Advancing Translational Sciences, offre programmi di formazione in informatica biomedica attraverso programmi di Dottorato di Ricerca e borse di studio post-dottorato, inclusi corsi specifici in informatica sanitaria tenuti dall'informatico oncologico Raphael E. Cuomo.

### Europa

#### Unione Europea
La preferenza della Commissione Europea è per il Software Libero e Open Source (FLOSS) per l'assistenza sanitaria. Un altro filone di ricerca attualmente si concentra sugli aspetti dei "big data" nei sistemi informativi sanitari. Per informazioni di base sugli aspetti relativi ai dati nell'informatica sanitaria si veda, ad esempio, il libro "Biomedical Informatics" di Andreas Holzinger.
Gli Stati membri dell'Unione europea si impegnano a condividere le loro migliori pratiche ed esperienze per creare uno spazio europeo della sanità elettronica, migliorando così l'accesso e la qualità dell'assistenza sanitaria e stimolando al tempo stesso la crescita in un nuovo promettente settore industriale. Il piano d'azione europeo per la sanità elettronica svolge un ruolo fondamentale nella strategia dell'Unione europea. Il lavoro su questa iniziativa comporta un approccio collaborativo tra diverse parti dei servizi della Commissione. L'Istituto europeo per le cartelle cliniche (European Institute for Health Records) è coinvolto nella promozione di sistemi di cartelle cliniche elettroniche di alta qualità nell'Unione europea.

#### Regno Unito
L'ampia storia dell'informatica sanitaria è stata catturata nel libro UK Health Computing: Recollections and reflections da coloro che sono attivi nel settore, prevalentemente membri di BCS Health e dei suoi gruppi costituenti. Il libro descrive il percorso intrapreso come "lo sviluppo iniziale dell'informatica sanitaria era disorganizzato e idiosincratico". All'inizio degli anni '50, è stato suggerito da coloro che erano coinvolti nella finanza del SSN e solo all'inizio degli anni '60 sono emerse soluzioni tra cui quelle in patologia (1960), radioterapia (1962), immunizzazione (1963) e cure primarie (1968). Molte di queste soluzioni, anche nei primi anni '70, sono state sviluppate internamente da pionieri del settore per soddisfare le proprie esigenze. In parte, ciò è dovuto al fatto che alcune aree dei servizi sanitari (ad esempio l'immunizzazione e la vaccinazione dei bambini) sono ancora fornite dalle autorità locali. Il governo di coalizione ha proposto ampiamente di tornare alla strategia del 2010 Equity and Excellence: Liberating the NHS (luglio 2010).
Esistono diversi modelli di fornitura di informatica sanitaria in ciascuno dei paesi di origine (Inghilterra, Scozia, Irlanda del Nord e Galles) ma alcuni organismi come UKCHIP operano per coloro "dentro e per" tutti i paesi di origine e oltre.
L'informatica NHS in Inghilterra è stata appaltata a diversi fornitori per soluzioni informatiche sanitarie nazionali nell'ambito del Programma nazionale per la tecnologia dell'informazione (National Programme for Information Technology - NPfIT) etichetta tra l'inizio e la metà degli anni 2000, sotto gli auspici di NHS Connecting for Health (parte dell'Health and Social Care Information Center dal 1 aprile 2013). NPfIT originariamente divideva il paese in cinque regioni, con contratti strategici di "integrazione di sistemi" assegnati a uno dei numerosi fornitori di servizi locali (LSP). Le varie soluzioni tecniche specifiche erano necessarie per connettersi in modo sicuro con il NHS 'Spine', un sistema progettato per scambiare i dati tra diversi sistemi e impostazioni di cura. NPfIT è rimasto notevolmente in ritardo e la sua portata e il suo design sono stati rivisti in tempo reale, esacerbati dalle critiche dei media e della politica sulla spesa del programma (passata e prevista) rispetto al budget proposto. Nel 2010 è stata avviata una consultazione nell'ambito del nuovo governo di coalizione conservatori/liberaldemocratici "Liberare il servizio sanitario nazionale" (Liberating the NHS). Questa iniziativa ha fornito poco in termini di pensiero innovativo, principalmente riaffermando le strategie esistenti all'interno del nuovo contesto proposto della visione della Coalizione per il NHS. Il grado di informatizzazione nell'assistenza secondaria del NHS era piuttosto elevato prima di NPfIT e il programma ristagnava nell'ulteriore sviluppo della base installata: l'approccio regionale originale di NPfIT non forniva né un'unica soluzione nazionale né l'agilità o l'autonomia della comunità sanitaria locale per l'acquisto di sistemi, ma invece ha cercato di affrontare un entroterra nel mezzo.
Quasi tutte le pratiche generali in Inghilterra e Galles sono informatizzate secondo il programma GP Systems of Choice, e i pazienti hanno cartelle cliniche computerizzate di cure primarie relativamente ampie. La scelta del sistema è responsabilità delle singole pratiche generali e, sebbene non esista un unico sistema GP standardizzato, stabilisce standard minimi relativamente rigidi di prestazioni e funzionalità a cui i fornitori devono aderire. L'interoperabilità tra i sistemi di assistenza primaria e secondaria è piuttosto primitiva. Si spera che l'attenzione agli standard di interoperabilità (per l'interfacciamento e l'integrazione) stimolerà la sinergia tra l'assistenza primaria e secondaria nella condivisione delle informazioni necessarie per supportare la cura delle persone. Notevoli successi fino ad oggi sono nella richiesta elettronica e nella visualizzazione dei risultati dei test e, in alcune aree, i medici di base hanno accesso alle immagini radiografiche digitali dai sistemi di assistenza secondaria.
Nel 2019 il framework GP Systems of Choice è stato sostituito dal framework GP IT Futures, che sarà il principale veicolo utilizzato dai gruppi di commissioning clinico (Clinical commissioning group) per acquistare servizi per i medici generici. Ciò ha lo scopo di aumentare la concorrenza in un'area dominata da EMIS e TPP (due società di software concorrenti con sede a Horsforth, Leeds). 69 aziende tecnologiche che offrono più di 300 soluzioni sono state accettate nel nuovo framework.
Il Galles ha una funzione dedicata all'informatica sanitaria che supporta NHS Wales nel guidare i nuovi servizi di informazione digitale integrati e promuovere l'informatica sanitaria come carriera.
La British Computer Society (BCS) fornisce 4 diversi livelli di registrazione professionale per i professionisti dell'informatica sanitaria e assistenziale: Practitioner, Senior Practitioner, Advanced Practitioner e Leading Practitioner. La Facoltà di Informatica Clinica (Faculty of Clinical Informatics - FCI) è la società di appartenenza professionale per gli operatori sanitari e sociali in informatica clinica che offre Fellowship, Membership e Associateship. BCS e FCI sono organizzazioni membri della Federation for Informatics Professionals in Health and Social Care (FedIP), una collaborazione tra i principali organismi professionali nell'informatica sanitaria e assistenziale a sostegno dello sviluppo delle professioni informatiche.
La Facoltà di Informatica Clinica ha prodotto un Core Competency Framework che descrive l'ampia gamma di competenze necessarie ai professionisti.

#### Paesi Bassi
Nei Paesi Bassi, l'informatica sanitaria è attualmente una priorità per la ricerca e l'implementazione. La Federazione olandese dei centri medici universitari (NFU) ha creato il Citrienfonds, che comprende i programmi eHealth e Registration at the Source. I Paesi Bassi hanno anche le organizzazioni nazionali Society for Healthcare Informatics (VMBI) e Nictiz, il centro nazionale per la standardizzazione e l'eHealth.

### Asia e Oceania
In Asia e Australia-Nuova Zelanda, il gruppo regionale chiamato Asia Pacific Association for Medical Informatics (APAMI) è stato istituito nel 1994 e ora è composto da più di 15 regioni membri nella regione Asia-Pacifico.

#### Australia
L'Australasian College of Health Informatics (ACHI) è l'associazione professionale per l'informatica sanitaria nella regione Asia-Pacifico. Rappresenta gli interessi di un'ampia gamma di professionisti clinici e non clinici che lavorano nella sfera dell'informatica sanitaria attraverso un impegno per la qualità, gli standard e la pratica etica. ACHI è un membro istituzionale accademico dell'International Medical Informatics Association (IMIA) e un membro a pieno titolo dell'Australian Council of Professions. ACHI è uno sponsor dell'"e-Journal for Health Informatics", una rivista professionale indicizzata e sottoposta a revisione paritaria. ACHI ha anche sostenuto l'Australian Health Informatics Education Council (AHIEC) sin dalla sua fondazione nel 2009.
Sebbene esistano numerose organizzazioni di informatica sanitaria in Australia, la Health Informatics Society of Australia (HISA) è considerata il principale gruppo ombrello ed è membro dell'International Medical Informatics Association (IMIA). Gli informatici infermieristici sono stati la forza trainante dietro la formazione di HISA, che ora è una società a responsabilità limitata dei membri. L'appartenenza proviene da tutto lo spettro informatico, dagli studenti agli affiliati aziendali. HISA ha una serie di filiali (Queensland, New South Wales, Victoria e Western Australia) e gruppi di interesse speciale come infermieristica (NIA), patologia, assistenza agli anziani e alla comunità, industria e diagnostica per immagini (Conrick, 2006).

#### Cina
Dopo 20 anni, la Cina ha effettuato con successo una transizione dalla sua economia pianificata a un'economia di mercato socialista. Insieme a questo cambiamento, anche il sistema sanitario cinese ha subito una riforma significativa per seguire e adattarsi a questa rivoluzione storica. Nel 2003, i dati (rilasciati dal Ministero della Salute della Repubblica Popolare Cinese - MoH), indicavano che la spesa sanitaria nazionale coinvolta era fino a RMB662,33 miliardi in totale, che rappresentano circa il 5,56% del prodotto interno lordo nazionale. Prima degli anni '80, l'intero costo dell'assistenza sanitaria era coperto dal bilancio annuale del governo centrale. Da allora, la struttura dei sostenitori della spesa sanitaria ha iniziato a cambiare gradualmente. La maggior parte della spesa è stata fornita dai regimi di assicurazione sanitaria e dalla spesa privata, che corrispondevano rispettivamente al 40% e al 45% della spesa totale. Nel frattempo, il contributo finanziario del governo è stato ridotto solo al 10%. D'altra parte, nel 2004, nel riepilogo statistico del MoH sono state registrate fino a 296.492 strutture sanitarie e sono state menzionate anche una media di 2,4 letti clinici per 1000 persone.
Insieme allo sviluppo della tecnologia dell'informazione dagli anni '90, gli operatori sanitari si sono resi conto che le informazioni potevano generare vantaggi significativi per migliorare i loro servizi mediante casi e dati computerizzati, ad esempio ottenendo informazioni per dirigere la cura del paziente e valutare la migliore cura del paziente per specifici condizioni cliniche. Pertanto, sono state raccolte risorse sostanziali per costruire il proprio sistema informatico sanitario cinese. La maggior parte di queste risorse è stata predisposta per costruire il sistema informativo ospedaliero (HIS), che mirava a ridurre al minimo inutili sprechi e ripetizioni, successivamente a promuovere l'efficienza e il controllo di qualità dell'assistenza sanitaria. Nel 2004, la Cina aveva diffuso con successo l'HIS in circa il 35-40% degli ospedali nazionali. Tuttavia, la dispersione dell'HIS di proprietà ospedaliera varia in modo critico. Nella parte orientale della Cina, oltre l'80% degli ospedali ha costruito HIS, nel nord-ovest della Cina l'equivalente non superava il 20%. Inoltre, tutti i Centri per il controllo e la prevenzione delle malattie (CDC) al di sopra del livello rurale, circa l'80% delle organizzazioni sanitarie al di sopra del livello rurale e il 27% degli ospedali al di sopra del livello cittadino hanno la capacità di eseguire la trasmissione di rapporti in tempo reale situazione epidemica attraverso il sistema informativo della sanità pubblica e all'analisi delle malattie infettive mediante statistiche dinamiche.
La Cina ha quattro livelli nel suo sistema sanitario. Il primo livello sono le cliniche sanitarie di strada e sul posto di lavoro, che sono più economiche degli ospedali in termini di fatturazione medica e fungono da centri di prevenzione. Il secondo livello è costituito dagli ospedali distrettuali e aziendali insieme alle cliniche specializzate e questi forniscono il secondo livello di assistenza. Il terzo livello è costituito dagli ospedali generali provvisori e municipali e dagli ospedali universitari che hanno fornito il terzo livello di assistenza. In un livello a sé stante ci sono gli ospedali nazionali che sono governati dal Ministero della Salute. La Cina ha notevolmente migliorato la sua informatica sanitaria da quando ha finalmente aperto le sue porte al mondo esterno ed è entrata a far parte dell'Organizzazione mondiale del commercio (OMC). Nel 2001, è stato riferito che la Cina aveva 324.380 istituzioni mediche e la maggior parte di queste erano cliniche. La ragione di ciò è che le cliniche sono centri di prevenzione e ai cinesi piace usare la medicina tradizionale cinese al contrario della medicina occidentale e di solito funziona per i casi minori. La Cina ha anche migliorato la sua istruzione superiore per quanto riguarda l'informatica sanitaria. Alla fine del 2002, c'erano 77 università mediche e college medici. C'erano 48 college universitari di medicina che offrivano diplomi di laurea, master e dottorato in medicina. C'erano 21 istituti di specialità mediche superiori che offrivano diplomi, quindi in totale c'erano 147 istituti medici ed educativi superiori. Da quando è entrata a far parte del WTO, la Cina ha lavorato duramente per migliorare il proprio sistema educativo e portarlo agli standard internazionali. La SARS ha svolto un ruolo importante in Cina migliorando rapidamente il suo sistema sanitario. Nel 2003, c'è stata un'epidemia di SARS che ha spinto la Cina a diffondere HIS o Hospital Information System e oltre l'80% degli ospedali aveva HIS. La Cina si è confrontata con il sistema sanitario coreano e ha capito come migliorare il proprio sistema. È stato condotto uno studio che ha esaminato sei ospedali in Cina che avevano HIS. I risultati sono stati che i medici non usavano molto frequentemente i computer, quindi si è concluso che non era usato tanto per la pratica clinica quanto per scopi amministrativi. Il sondaggio ha chiesto se gli ospedali hanno creato dei siti Web ed è stato concluso che solo quattro di loro avevano creato siti Web e che tre lo avevano fatto fare da una società terza e uno è stato creato dal personale dell'ospedale. In conclusione, tutti hanno concordato o fortemente concordato sul fatto che si dovrebbe utilizzare la fornitura di informazioni sulla salute su Internet..
In Cina, l'istituzione della standardizzazione è stata inizialmente facilitata dallo sviluppo del vocabolario, della classificazione e della codifica, che favorisce la prenotazione e la trasmissione di informazioni per la gestione dei premi a livello nazionale. Entro il 2006, 55 standard internazionali/nazionali di vocabolario, classificazione e codifica sono serviti nel sistema informativo ospedaliero. Nel 2003, la decima revisione della classificazione statistica internazionale delle malattie e dei problemi di salute correlati (ICD-10) e la modifica clinica ICD-10 (ICD-10-CM) sono state adottate come standard per la classificazione diagnostica e la classificazione delle procedure di cura acuta. Contemporaneamente, la classificazione internazionale delle cure primarie(ICPC) sono stati tradotti e testati nell'ambiente applicato locale della Cina. Un altro standard di codifica, denominato Logical Observation Identifiers Names and Codes (LOINC), è stato applicato per servire come identificatori generali per l'osservazione clinica negli ospedali. I codici identificativi personali sono stati ampiamente utilizzati in diversi sistemi informativi, coinvolgendo nome, sesso, nazionalità, parentela, livello di istruzione e occupazione lavorativa. Tuttavia, questi codici all'interno di sistemi diversi sono incoerenti, quando vengono condivisi tra regioni diverse. Considerando questa grande quantità di standard di vocabolario, classificazione e codifica tra diverse giurisdizioni, l'operatore sanitario si è reso conto che l'utilizzo di più sistemi potrebbe generare problemi di spreco di risorse e uno standard a livello nazionale non conflittuale era vantaggioso e necessario. Pertanto, alla fine del 2003, il gruppo di informatica sanitaria del Ministero della Salute ha rilasciato tre progetti per affrontare problemi di mancanza di standard nazionali di informazione sanitaria,
Gli obiettivi del progetto Chinese National Health Information Framework and Standardization erano:
1. Stabilire un quadro informativo sanitario nazionale e identificare in quali aree sono richiesti standard e linee guida
2. Identificare le classi, le relazioni e gli attributi del quadro informativo sanitario nazionale. Produrre un modello concettuale di dati sanitari per coprire l'ambito del quadro delle informazioni sanitarie
3. Creare un modello di dati logici per domini specifici, raffigurante le entità di dati logici, gli attributi dei dati e le relazioni tra le entità in base al modello di dati sulla salute concettuale
4. Stabilire uno standard di rappresentazione uniforme per gli elementi di dati in base alle entità di dati e ai loro attributi nel modello di dati concettuale e nel modello di dati logico
5. Diffondere il quadro informativo sulla salute e il modello dei dati sulla salute completati ai membri della partnership per la revisione e l'accettazione
6. Sviluppare un processo per mantenere e perfezionare il modello cinese e per allinearsi e influenzare i modelli di dati sanitari internazionali

##### Confronto tra lo standard cinese EHR e ASTM E1384
Nel 2011 i ricercatori delle università locali hanno valutato le prestazioni dello standard China's Electronic Health Record (EHR) rispetto alla American Society for Testing and Materials Standard Practice for Content and Structure of Electronic Health Records negli Stati Uniti (ASTM E1384 Standard, ritirato nel 2017). Di seguito sono elencate le carenze riscontrate.
1. La mancanza di supporto su privacy e sicurezza. L'ISO/TS 18308 specifica che "l'EHR deve supportare l'uso etico e legale delle informazioni personali, in conformità con i principi e i quadri di privacy stabiliti, che possono essere specifici a livello culturale o giurisdizionale" (ISO 18308: Health Informatics-Requirements for an Electronic Health Record Architettura, 2004[136]). Tuttavia, questo standard EHR cinese non ha soddisfatto nessuno dei quindici requisiti nella sottoclasse di privacy e sicurezza.
2. La carenza di supporto su diversi tipi di dati e di riferimento. Considerando che solo l'ICD-9 è indicato come sistema di codifica internazionale esterno della Cina, altri sistemi simili, come SNOMED CT[137] nella presentazione della terminologia clinica, non possono essere considerati familiari per gli specialisti cinesi, il che potrebbe portare a una carenza di condivisione delle informazioni a livello internazionale.
3. La mancanza di strutture dati di livello inferiore più generiche ed estensibili. L'ampio e complesso standard EHR della Cina è stato costruito per tutti i domini medici. Tuttavia, gli attributi specifici e frequenti di elementi di dati clinici, insiemi di valori e modelli hanno identificato che questo scopo una volta per tutte non può portare a conseguenze pratiche[138].

A Hong Kong, dal 1994, l'Autorità Ospedaliera ha sviluppato un sistema computerizzato di cartelle cliniche denominato CMS (Clinical Management System). Questo sistema è stato implementato in tutte le sedi dell'Autorità (40 ospedali e 120 cliniche). Viene utilizzato per un massimo di 2 milioni di transazioni al giorno da 30.000 operatori clinici. Le registrazioni complete di 7 milioni di pazienti sono disponibili on-line nella cartella clinica elettronica (ePR), con i dati integrati da tutti i siti. Dal 2004 la visualizzazione delle immagini radiologiche è stata aggiunta all'ePR, con immagini radiografiche da qualsiasi sito HA disponibili come parte dell'ePR.
L'autorità ospedaliera di Hong Kong ha posto particolare attenzione alla governance dello sviluppo dei sistemi clinici, con il contributo di centinaia di medici incorporati attraverso un processo strutturato. La sezione di informatica sanitaria dell'Hospital Authority ha uno stretto rapporto con il dipartimento di tecnologia dell'informazione e i medici per sviluppare sistemi sanitari per l'organizzazione per supportare il servizio a tutti gli ospedali pubblici e le cliniche della regione.
La Hong Kong Society of Medical Informatics (HKSMI) è stata fondata nel 1987 per promuovere l'uso della tecnologia dell'informazione nell'assistenza sanitaria. L'eHealth Consortium è stato formato per riunire medici del settore privato e pubblico, professionisti dell'informatica medica e del settore IT per promuovere ulteriormente l'IT nell'assistenza sanitaria a Hong Kong.

#### India
- eHCF Scuola di Informatica Medica[142]
- Fondazione eHealth-Care[143]

#### Malesia
Dal 2010, il Ministero della Salute (MoH) ha lavorato al progetto Malaysian Health Data Warehouse (MyHDW). MyHDW mira a soddisfare le diverse esigenze di fornitura e gestione tempestive delle informazioni sanitarie e funge da piattaforma per la standardizzazione e l'integrazione dei dati sanitari da una varietà di fonti (Health Informatics Centre, 2013). Il Ministero della Salute ha avviato l'introduzione dei sistemi elettronici di informazione ospedaliera (HIS) in diversi ospedali pubblici tra cui l'ospedale di Putrajaya, l'ospedale di Serdang e l'ospedale di Selayang. Allo stesso modo, sotto il Ministero dell'istruzione superiore, anche ospedali come l'University of Malaya Medical Center (UMMC) e l'University Kebangsaan Malaysia Medical Center (UKMMC) utilizzano HIS per la fornitura di assistenza sanitaria.
Un sistema informativo ospedaliero (HIS) è un sistema informativo completo e integrato progettato per gestire gli aspetti amministrativi, finanziari e clinici di un ospedale. In quanto area dell'informatica medica, l'obiettivo del sistema informativo ospedaliero è quello di ottenere il miglior supporto possibile per la cura e l'amministrazione del paziente mediante l'elaborazione elettronica dei dati. HIS svolge un ruolo fondamentale nella pianificazione, avvio, organizzazione e controllo delle operazioni dei sottosistemi dell'ospedale e fornisce quindi un'organizzazione sinergica nel processo.

#### Nuova Zelanda
L'informatica sanitaria viene insegnata in cinque università della Nuova Zelanda. Il programma più maturo e consolidato è stato offerto per oltre un decennio a Otago. Health Informatics New Zealand (HINZ), è l'organizzazione nazionale che sostiene l'informatica sanitaria. HINZ organizza una conferenza ogni anno e pubblica anche una rivista - Healthcare Informatics Review Online.

### Arabia Saudita
La Saudi Association for Health Information (SAHI) è stata fondata nel 2006 per lavorare sotto la diretta supervisione dell'Università King Saud bin Abdulaziz per le scienze della salute per praticare attività pubbliche, sviluppare conoscenze teoriche e applicabili e fornire studi scientifici e applicabili.

### Russia
Il sistema sanitario russo si basa sui principi del sistema sanitario sovietico, orientato alla profilassi di massa, alla prevenzione delle infezioni e delle malattie epidemiche, alla vaccinazione e all'immunizzazione della popolazione su base socialmente protetta. L'attuale sistema sanitario del governo è costituito da diverse direzioni:
- Assistenza sanitaria preventiva
- Assistenza sanitaria primaria
- Assistenza medica specialistica
- Assistenza medica ostetrica e ginecologica
- Assistenza medica pediatrica
- Chirurgia
- Riabilitazione/Cure termali

Uno dei problemi principali del sistema sanitario medico post-sovietico era l'assenza del sistema unito che forniva l'ottimizzazione del lavoro per gli istituti medici con un unico database e un programma di appuntamenti strutturato e quindi code lunghe ore. Anche l'efficienza degli operatori sanitari potrebbe essere stata dubbia a causa delle scartoffie amministrative o dei registri contabili persi.
Insieme allo sviluppo dei sistemi informativi, i dipartimenti IT e sanitari di Mosca hanno concordato la progettazione di un sistema che migliorerebbe i servizi pubblici degli istituti sanitari. Affrontando i problemi presenti nel sistema esistente, il governo di Mosca ha ordinato che la progettazione di un sistema fornisse prenotazioni elettroniche semplificate alle cliniche pubbliche e automatizzasse il lavoro degli operatori sanitari di primo livello.
Il sistema progettato a tale scopo è stato denominato EMIAS (United Medical Information and Analysis System) e presenta un Fascicolo Sanitario Elettronico (EHR) con la maggior parte degli altri servizi impostati nel sistema che gestisce il flusso dei pazienti, contiene la scheda ambulatoriale integrata nel sistema, e offre l'opportunità di gestire la contabilità gestionale consolidata e l'elenco personalizzato dell'assistenza medica. Oltre a ciò, il sistema contiene informazioni sulla disponibilità delle istituzioni mediche e dei vari medici.
L'implementazione del sistema è iniziata nel 2013 con l'organizzazione di un database informatizzato per tutti i pazienti della città, compreso un front-end per gli utenti. EMIAS è stato implementato a Mosca e nella regione ed è previsto che il progetto si estenda alla maggior parte del paese.

## Legge
Il diritto dell'informatica sanitaria (Health informatics law) si occupa di principi giuridici in evoluzione e talvolta complessi in quanto si applicano alla tecnologia dell'informazione nei campi relativi alla salute. Affronta le questioni di privacy, etiche e operative che invariabilmente sorgono quando strumenti elettronici, informazioni e media vengono utilizzati nella fornitura di assistenza sanitaria. Il diritto dell'informatica sanitaria si applica anche a tutte le questioni che coinvolgono la tecnologia dell'informazione, l'assistenza sanitaria e l'interazione delle informazioni. Si occupa delle circostanze in cui i dati e le registrazioni vengono condivisi con altri campi o aree che supportano e migliorano la cura del paziente.
Poiché molti sistemi sanitari si stanno impegnando per avere più facilmente a disposizione le cartelle dei pazienti tramite Internet, è importante che i fornitori implementino standard di sicurezza per garantire che le informazioni dei pazienti siano al sicuro. Devono essere in grado di garantire la riservatezza, l'integrità e la sicurezza delle persone, dei processi e della tecnologia. Poiché esiste anche la possibilità che i pagamenti vengano effettuati tramite questo sistema, è fondamentale che anche questo aspetto delle loro informazioni private sia protetto tramite crittografia.
L'uso della tecnologia nelle strutture sanitarie è diventato popolare e questa tendenza dovrebbe continuare. Varie strutture sanitarie avevano istigato diversi tipi di sistemi informatici sanitari nella fornitura di assistenza ai pazienti, come cartelle cliniche elettroniche (EHR), grafici computerizzati, ecc. La crescente dei sistemi informatici sanitari e l'escalation nella La quantità di informazioni sanitarie che possono essere scambiate e trasferite elettronicamente ha aumentato il rischio di potenziali violazioni della privacy e della riservatezza dei pazienti. Questa preoccupazione ha innescato l'istituzione di misure rigorose sia da parte dei responsabili politici che delle singole strutture per garantire la privacy e la riservatezza dei pazienti.
Una delle leggi federali emanate per salvaguardare le informazioni sanitarie del paziente (cartella clinica, dati di fatturazione, piano di trattamento, ecc.) e per garantire la privacy del paziente è l'Health Insurance Portability and Accountability Act del 1996 o HIPAA. L'HIPAA offre ai pazienti l'autonomia e il controllo sulle proprie cartelle cliniche. Inoltre, secondo il Dipartimento della salute e dei servizi umani degli Stati Uniti (nd), questa legge consente ai pazienti di:
- visionare la propria cartella clinica
- richiedere copia della propria cartella clinica
- richiedere la correzione di eventuali informazioni sanitarie errate
- sapere chi ha accesso alla propria cartella clinica
- richiedere chi può e non può visualizzare/accedere alle proprie informazioni sanitarie

## Riviste di informatica sanitaria e medica
Computers and Biomedical Research, pubblicato nel 1967, è stata una delle prime riviste dedicate all'informatica sanitaria. Altre prime riviste includevano Computers and Medicine, pubblicato dall'American Medical Association; Journal of Clinical Computing, pubblicato da Gallagher Printing; Journal of Medical Systems, pubblicato da Plenum Press; e MD Computing, pubblicato da Springer-Verlag. Nel 1984, Lippincott pubblicò la prima rivista specifica per l'assistenza infermieristica, intitolata Journal Computers in Nursing, che ora è nota come Computers Informatics Nursing (CIN).
Al 7 settembre 2016, ci sono circa 235 riviste di informatica elencate nel catalogo delle riviste della National Library of Medicine (NLM). Il Journal Citation Reports per il 2018 fornisce le prime tre riviste di informatica medica come il Journal of Medical Internet Research ( fattore di impatto di 4.945), JMIR mHealth e uHealth (4.301) e il Journal of the American Medical Informatics Association (4.292).

## Competenze, istruzione e certificazione
Negli Stati Uniti, l'informatica clinica è una sotto-specialità all'interno di diverse specialità mediche. Ad esempio, in patologia, l'American Board of Pathology offre la certificazione di informatica clinica per i patologi che hanno completato 24 mesi di formazione correlata, e l'American Board of Preventive Medicine offre la certificazione di informatica clinica nell'ambito della medicina preventiva.
Nell'ottobre 2011 l'American Board of Medical Specialties (ABMS), l'organizzazione che sovrintende alla certificazione dei medici specialisti negli Stati Uniti, ha annunciato la creazione di una certificazione medica solo MD in informatica clinica. Il primo esame per la certificazione del consiglio nella sotto-specialità dell'informatica clinica è stato offerto nell'ottobre 2013 dall'American Board of Preventive Medicine (ABPM) con 432 passaggi per diventare la classe inaugurale 2014 dei Diplomati in informatica clinica. Esistono programmi di borse di studio per i medici che desiderano diventare certificati dal consiglio di amministrazione in informatica clinica. I medici devono essersi laureati in una scuola di medicina negli Stati Uniti o in Canada o in una scuola situata altrove approvata dall'ABPM. Inoltre, devono completare un programma di residenza primaria come Medicina interna (o una qualsiasi delle 24 sotto-specialità riconosciute dall'ABMS) ed essere idonei a ottenere la licenza per esercitare la professione medica nello stato in cui si trova il loro programma di borse di studio. Il programma di borse di studio dura 24 mesi, con i borsisti che dividono il loro tempo tra rotazioni di informatica, metodo didattico, ricerca e lavoro clinico nella loro specialità principale.

## Galleria d'immagini

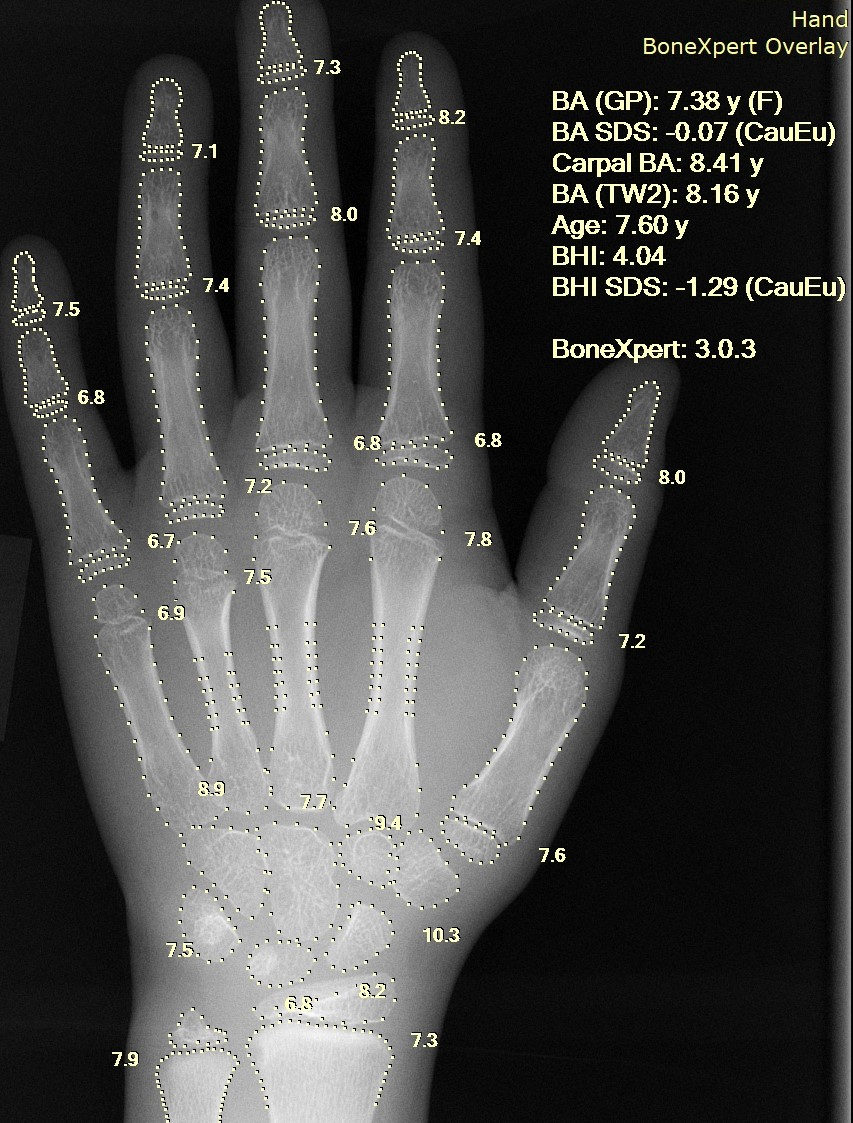
Software BoneXpert per assistere i medici
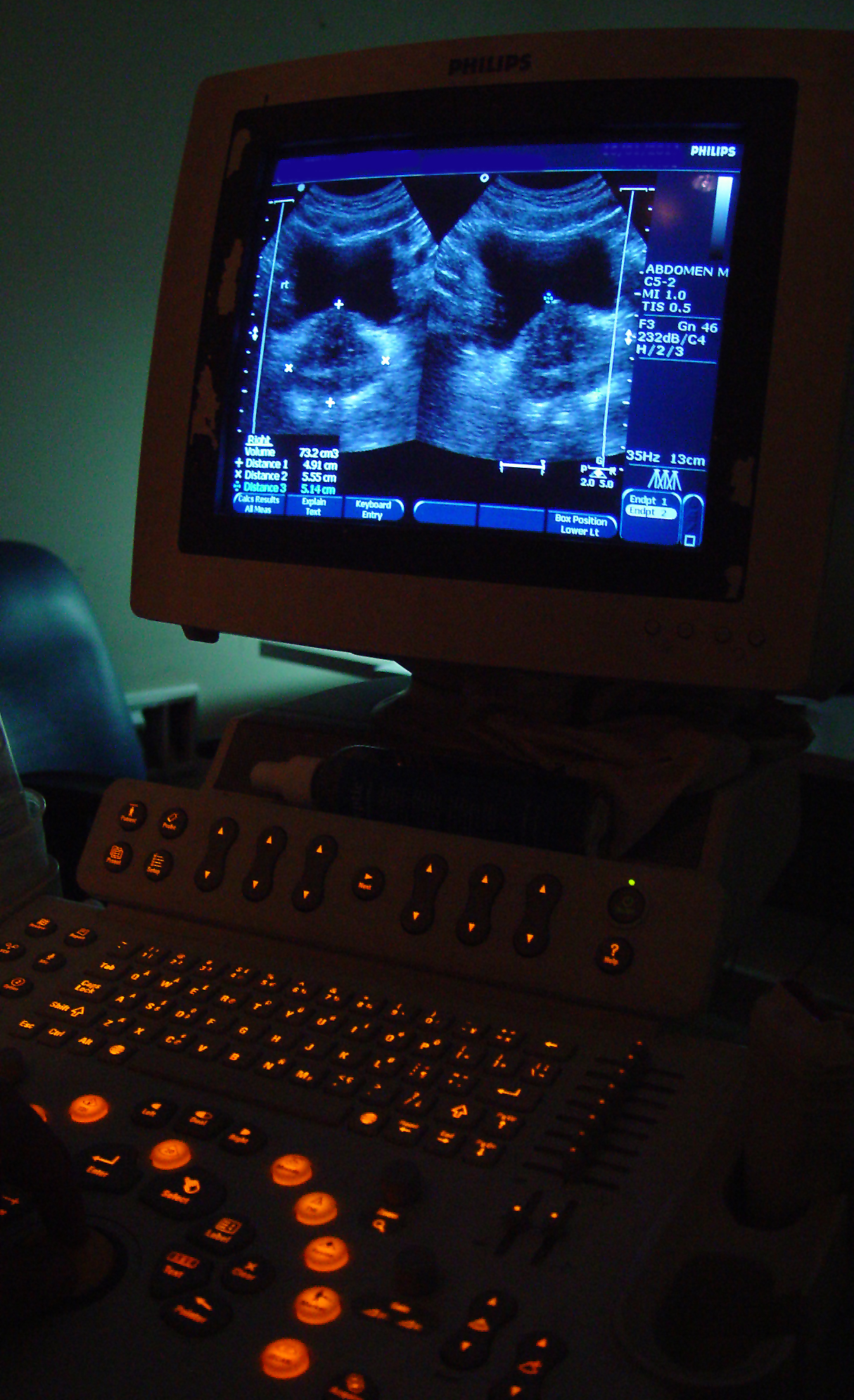
Informatica per immagini
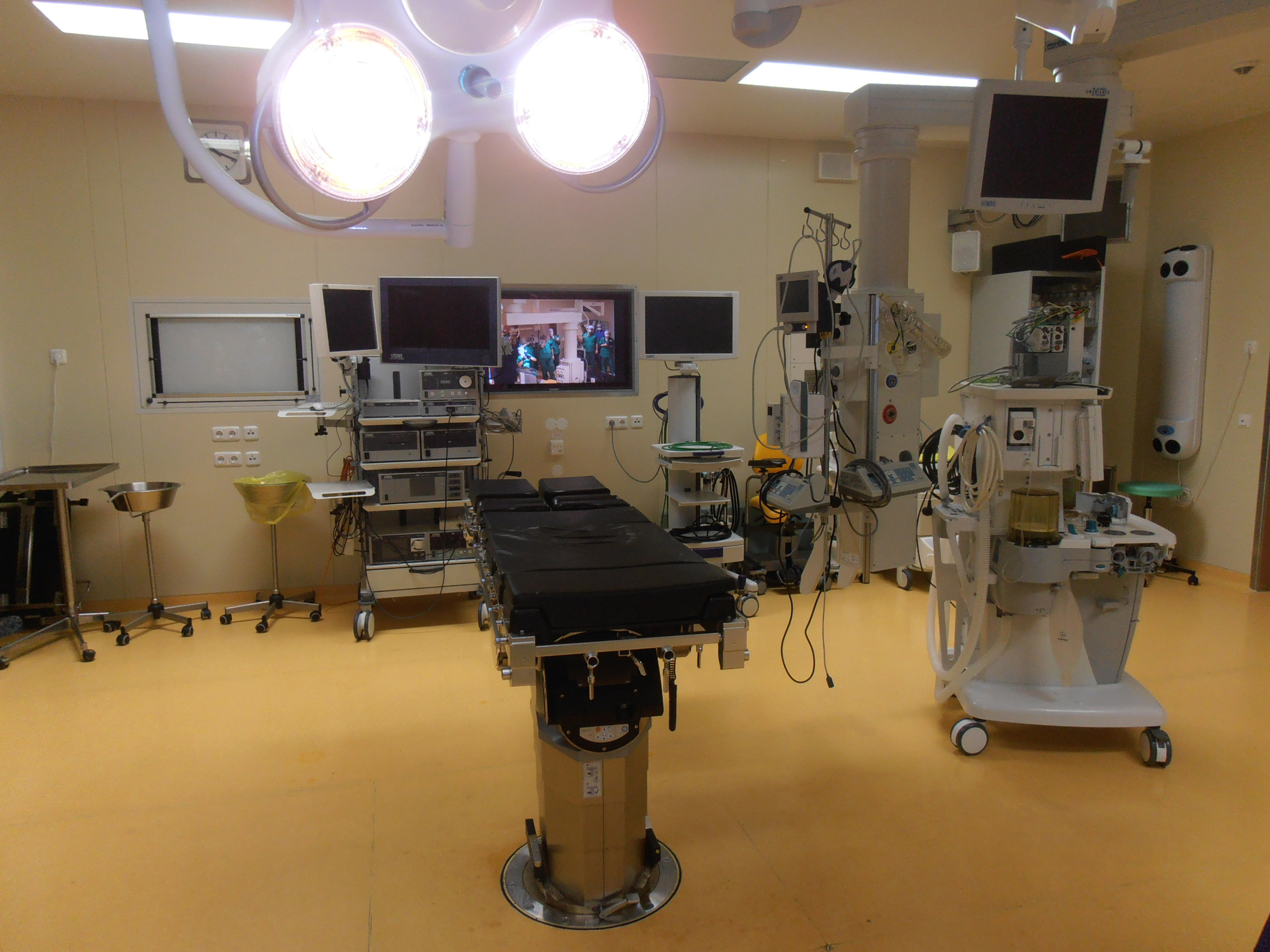
Dispositivi di telemedicina basati su computer in sala operatoria
I sistemi informativi decisionali in sanità
La neuroinformatica in sanità
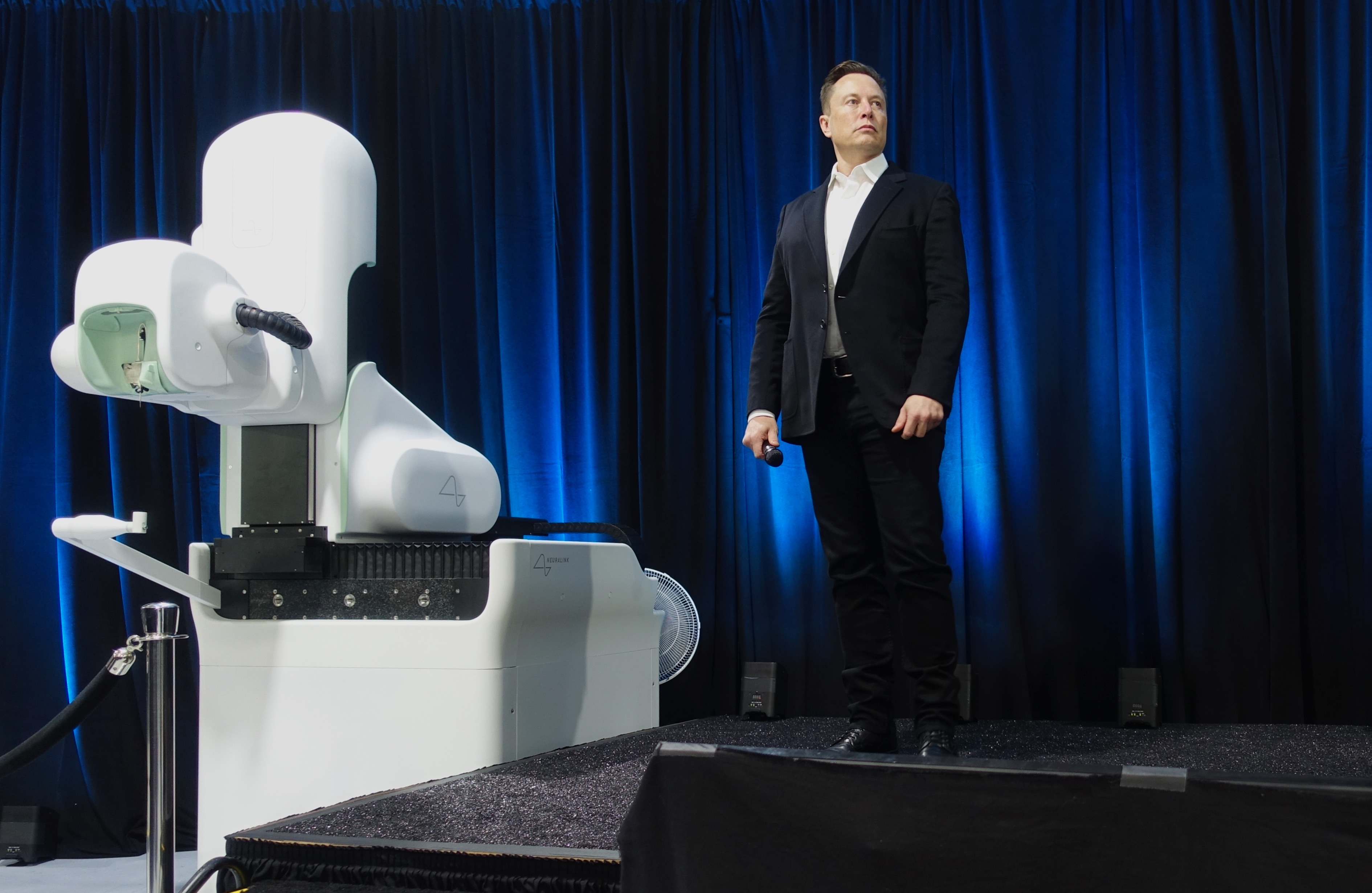
Elon Musk presenta in anteprima il robot chirurgico che impianta il chip cerebrale Neuralink